# Bruning, Nebraska
Bruning, Nebraska (енгл. Bruning) град је у америчкој савезној држави Небраска.

## Демографија
По попису из 2010. године број становника је 279, што је 21 (-7,0%) становника мање него 2000. године.
| Група             | 2000.       | 2010.       |
| Белци             | 295 (98,3%) | 277 (99,3%) |
| Афроамериканци    | 0 (0,0%)    | 0 (0,0%)    |
| Азијати           | 0 (0,0%)    | 0 (0,0%)    |
| Хиспаноамериканци | 5 (1,7%)    | 2 (0,7%)    |
| Укупно            | 300         | 279         |